# Carlos Lage
Carlos Cardoso Lage (ur. 21 listopada 1944 w Valpaços) – portugalski polityk, wieloletni parlamentarzysta krajowy, poseł do Parlamentu Europejskiego (od 1994 do 2004).

## Życiorys
Ukończył studia historyczne na Uniwersytecie w Porto. Był wykładowcą w kolegium nauczycielskim w Porto i nauczycielem akademickim. Zaangażował się w działalność Partii Socjalistycznej, zasiadał w jej władzach krajowych. Przewodniczył strukturom regionalnym w dystrykcie Porto (1987–1994). Był także radnym miejskim.
W 1975 zasiadł w zgromadzeniu konstytucyjnym. Od 1976 do 1995 był deputowanym do Zgromadzenia Republiki I, II, III, IV, V i VI kadencji. Pełnił m.in. funkcję wiceprzewodniczącego krajowego parlamentu.
W wyborach w 1994 i w 1999 uzyskiwał mandat posła do Parlamentu Europejskiego IV i V kadencji. Należał do grupy socjalistycznej (dwukrotnie jako wiceprzewodniczący), pracował m.in. w Komisji ds. Praw Kobiet (od 1997 do 1999 jako wiceprzewodnicząca) oraz w Komisji Polityki Regionalnej, Transportu i Turystyki oraz w Komisji Rybołówstwa. W PE zasiadał do 2004. W latach 2005–2009 był deputowanym krajowym X kadencji.